# Polenta (film)
Pour l’article homonyme, voir Polenta.
Polenta est un film suisse francophone réalisé par Maya Simon et sorti en 1982.
Il a été présenté en compétition au Festival de Locarno, ainsi qu'au Festival de Cannes dans la sélection Semaine de la Critique.

## Synopsis
Deux hommes vivent dans une cabane sous la neige, ils recueillent une fillette dont la sœur est morte et se rencontrent, au bout du monde.

## Fiche technique
- Réalisation : Maya Simon
- Scénario : Jean-Marc Lovay d'après son roman Polenta paru chez Gallimard en 1980[2]
- Distributeur : Forum Distribution[3]
- Durée initiale : 133 minutes, version raccourcie à 90 minutes[4]
- Musique: Éric Gaudibert
- Image : Maurice Giraud
- Montage : Marc Blavet
- Date de sortie : 6 octobre 1982 ( France)[5]

## Distribution
- Bruno Ganz : Jules, le narrateur
- Jean-Marc Stehlé : Hector
- Aude Eggimann : La petite fille
- Marina Golovine : La petite sœur

## Critiques
- « Maya Simon veut faire de son film une réflexion sur la mort, qui nous pousse à chercher un sens à notre vie, à comprendre notre place dans le temps et le monde »[6].